# Hidas-bérc
A Hidas-bérc Magyarország második legmagasabb hegycsúcsa, a Mátrában található, tengerszint feletti magassága az egyes forrásokban más és más: 971, 972, 972,8 vagy kb. 980 m. Mátraházától keletre, Kékestetőtől dél-délkeleti irányba tartó piros jelzésű turistaút közvetlenül a csúcs mellett halad el.
A Hidas-bérc nyugati nyúlványának végén előbukkanó sziklacsoport a Pezső-kő, ami geomorfológiai szempontból krioplanációs sziklatorony, tengerszint feletti magassága 952,8 m. 2017 nyarán a Pezső-kő tetején még látszott egy korábbi építmény alapja és az egykori építménybe vezető lépcső maradványa; illetve a Pezső-kőtől a Hidas-bérc irányában kikövezett út, egy másik lépcsősor és a lépcsősor melletti sziklán egy egykori jelzés nyoma is megfigyelhető volt. Korábban a Pezső-kő környékén sífutóversenyeket rendeztek. A Pezső-kő több alkalommal említésre kerül Vekerdy Tamás Klári emlékei című irodalmi alkotásában is. A Pezső-kőtől mintegy 200 méterre északnyugatra található a Pezső-kút nevű forrás.
A Hidas-bérc nyugati oldalánál meredekebb a keleti, itteni három nyúlványa a Hosszú-Vágó-bérc, az Éles-bérc és a Kecske-bérc. Keleti oldalában ered az Ólom-kút nevű forrás, illetve itt kezdődik az először kelet-délkeleti, majd délkeleti irányú Kerékgyártó-völgy, amely végül a markazi Vár-völgybe fut.
A Hidas-bérc északi oldala, a Kékes-lapos lankásan kapcsolódik a Kékeshez, a Peres-vágás nevű déli oldala pedig délkeleten a Négyeshatár nyereg felé, délnyugaton a Vályus-kút melletti vadászkunyhó felé lejt.
Kőzettanilag a Hidas-bérc felső része – a Kékeshez hasonlóan – főként piroxénandezit anyagú lávakőzetekből és lávabreccsákból épül fel, alsóbb részén azonban már agglomerátum, tufa és tufit is előfordul a lávakőzetek mellett. Ezek a kőzetek a miocén korban lezajlott vulkáni tevékenység eredményeként képződtek.

## Élővilága
Földrajzilag a Magas-Mátrához, növényföldrajzi szempontból a montán bükkös övbe tartozik, jellemző növénytársulása a montán bükkös. Növényvilágának része az apróvirágú pimpó (Potentilla micrantha), az erdei Waldstein-pimpó (Waldsteinia geoides), a fürtös bodza (Sambucus racemosa) és a közönséges aranyvessző (Solidago virga-aurea). A Magyarországon védett növények közül megtalálható itt a szálkás pajzsika (Dryopteris carthusiana), az erdei varjúköröm (Phyteuma spicatum), továbbá a mérgező farkasölő sisakvirág (Aconitum vulparia) és farkasboroszlán (Daphne mezereum). A Pezső-kőn is él közönséges aranyvessző, továbbá fellelhető a védett havasalji rózsa (Rosa pendulina) is. A Pezső-kőtől délnyugatra található forrásláp növénye a szárnyas görvélyfű (Scrophularia umbrosa). A Pezső-kút közelében a szintén védett közönséges tölgyespáfrány (Gymnocarpium dryopteris) fordul elő.
1980-ban Kiszelyné Vámosi Anna az alábbi zuzmótaxonokat írta le a Hidas-bércről: Parmelia scorte var. pastillifera, Crocynia membranacea, Lecidea microsporella, Lecidea parasemea (syn. L. euphorea = L. olivacea = L. dolosa), Lecidea scalaris (syn. L. ostreata, Psora ostreata), Lecidea soredizodes (syn. L. albuginosa), Cladonia degenerans f. dilacerata. A Pezső-kő területén a Lecidea lucida fajt azonosította.
A Hidas-bérc környéke a foltos szalamandra egyik magyarországi előfordulási helye, és kaszáspókot is megfigyeltek a bérc 850 méteres szintjénél.